# ジョバンニ・コルテ
ジョバンニ・コルテ（Giovanni Korte、1993年8月1日 - ）は、オランダ・南ホラント州デン・ハーグ出身のサッカー選手。ポジションはフォワード。

## クラブ経歴
ADOデン・ハーグのユースチーム出身。
2016年6月、NACブレダに移籍し、3年契約を結んだ。

## 所属クラブ

### ユースクラブ
- RKSV GDA -2011
- ADOデン・ハーグ 2011-2012

### クラブ
- ADOデン・ハーグ 2013-2016
- →FCドルトレヒト 2013-2015 (loan)
- NACブレダ 2016-2019
- SCカンブール 2019-2021
- デ・フラーフスハップ 2021-